# Qaldoun al-Marah
 (juillet 2017).
Pour les articles homonymes, voir Marah (homonymie).
Qaldoun al-Marah (arabe : قلدون المراح), également appelé al-Mirah, est un village du Sud de la Syrie situé dans le district d'an-Nabk du gouvernorat de Rif Dimachq.
Il se trouve au sud de Yabroud, An-Nabk, Al-Sahel (en) et Deir Atiyah, au nord d'Al-Ruhaybah (en), Jayroud (en), Dumeir et Al-Qutayfah et au nord-est de Maaloula, Assal al-Ward et Hosh Arab (en).
D'après le Bureau central syrien des statistiques, Qaldoun al-Marah compte 2 561 habitants en 2004. Le village est prinicipalement peuplé de Turcomans.